# Richard-Wagner-Gymnasium Baden-Baden
Das Richard-Wagner-Gymnasium (RWG) ist ein öffentliches Gymnasium in Baden-Baden mit sprachlich-naturwissenschaftlichem Profil. Die Schule bietet einen bilingualen deutsch-französischen Zug ab Klasse fünf an und damit auch die Möglichkeit, neben dem Abitur ein Abibac abzulegen. Zusammen mit der Louis-Lepoix-Schule und der Robert-Schuman-Schule bildet das Gymnasium das Schulzentrum West.

## Geschichte
Das Richard-Wagner-Gymnasium wurde am 6. April 1869 als „Höhere Töchterschule“ gegründet. Die Schule befand sich ursprünglich in der Stephanienstraße 16, heute ist im ehemaligen Schulgebäude die Clara-Schumann-Musikschule untergebracht. 1926 erfolgte die Umbenennung in „Mädchenrealschule“. 1937 erhielt das Richard-Wagner-Gymnasium seinen heutigen Namen. Vermutlich wurde Richard Wagner als neuer Namensgeber gewählt, um einer nationalsozialistischen Umbenennung der Schule zuvorzukommen. Nach 1945 wurden Teile des alten Schulgebäudes von der französischen Armee genutzt, weshalb der Unterricht nur teilweise in der Stephanienstraße stattfinden konnte. In der Folgezeit zog die Schule mehrmals um. Ab 1965 fand im Gymnasium koedukativer Unterricht statt. Um den begrenzten Ausbaumöglichkeiten der Schule in der Innenstadt zu entweichen, entschied sich die Stadt 1968 dafür, im Stadtteil Oos ein neues Schulgebäude zu errichten. 1975 erfolgte der Baubeginn, 1980 wurde das neue Schulgebäude eingeweiht.
Seit November 2018 trägt das Gymnasium den Titel Schule ohne Rassismus – Schule mit Courage.

## Schulleiter
- 1869–1876:  Valentin Ekert
- 1876–1881: Josef Laible
- 1881–1882:  Hermann Ludwig Oeser
- 1882–1905: Ludwig Sevin
- 1905–1932: Eugen Bargatzky
- 1932–1933:  Ludwig Bender
- 1933–1944:  Albert Artopoeus
- 1944–1945:  Hermann Mampell
- 1945–1948: Franz Wagner
- 1948–1964: Gertrud Sigel-Sauer
- 1965–1970: Maria Friederike Rieger
- 1971–1980: Peter-Helmar Schemitz
- 1980–1995: Elfriede Kramer
- 1996–2015: Reiner Krempel
- seit 2015: Matthias Schmauder

## Bekannte Schüler
- Karin Schickinger (* 1957), Schriftstellerin
- Wolfgang A. Palm (* 1960), Opern- und Musicalsänger
- Stefan Anton Reck (* 1960), Dirigent und Maler
- Alexandra Kamp (* 1966), Schauspielerin
- Andreas Müller (* 1966), Komiker
- Philipp Löhle (* 1978), Dramatiker und Theaterregisseur
- Yannic Becker (* 1988), Schauspieler
- Julia Obst (* 1992), Schauspielerin

## Bekannte Lehrer
- Wolfram Bialas (1935–1998), Schachmeister, unterrichtete Mathematik und Physik
- Peer Gessing (* 1967), Maler und Künstler, unterrichtet Bildende Kunst und Deutsch